# Cirrosi infantile indiana
La cirrosi infantile indiana è una malattia epatica cronica dell'infanzia caratterizzata da cirrosi epatica conseguente al deposito di rame nel fegato. Colpisce principalmente i bambini tra gli 1 e i 3 anni, in particolare coloro che hanno una predisposizione genetica. In passato presentava una mortalità molto elevata, ma oggi (2018) è diventata una patologia prevenibile e curabile.